# Новомиколаївка (Кальміуський район)
Новомикола́ївка — селище Докучаєвської міської громади Кальміуського району Донецької області, Україна.

## Загальні відомості
Відстань до райцентру становить близько 36 км і проходить автошляхом Н20.
Із серпня 2014 р. перебуває на території, яка тимчасово окупована російськими терористичними військами.

## Населення

### Мова
Розподіл населення за рідною мовою за даними перепису 2001 року:
| Мова            | Кількість | Відсоток |
| --------------- | --------- | -------- |
| українська      | 43        | 87.76%   |
| російська       | 5         | 10.20%   |
| інші/не вказали | 1         | 2.04%    |
| Усього          | 49        | 100%     |

За даними перепису 2001 року населення селища становило 49 осіб, із них 87,76 % зазначили рідною мову українську та 10,2 % — російську.